# Jacques de Tonnancour
Pour les articles homonymes, voir Tonnancour.
Jacques de Tonnancour, ou Jacques Godefroy de Tonnancour (Montréal, 3 janvier 1917 — 13 janvier 2005) est un peintre et professeur de peinture québécois. 

## Biographie

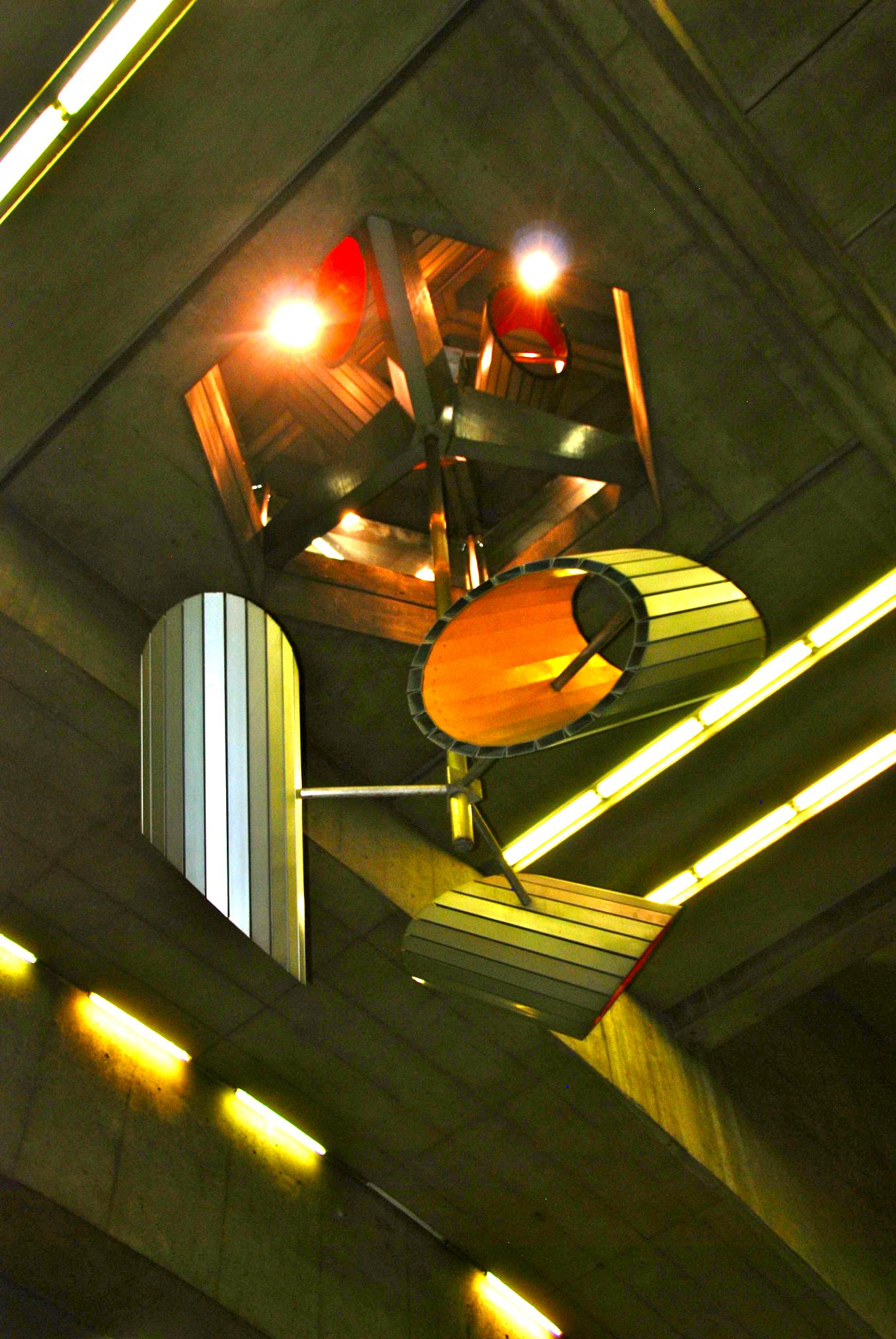
Mobile de Jacques de Tonnancour, Station de métro Place Saint-Henri.

Jacques de Tonnancour étudie à l'École des beaux-arts de Montréal à partir de 1937 mais, déçu par l'esthétique trop conservatrice des enseignants, il quitte l'institution au bout de trois ans. Admirateur de Goodridge Roberts et de Paul-Émile Borduas, il multiplie les relations amicales et les discussions théoriques avec les membres de l'avant-garde artistique de son temps. 
Tonnancour a enseigné à l'Université du Québec à Montréal, à l'Université de la Colombie-Britannique et à l'Université Mount Allison;  parmi ses élèves, Claude Tousignant et Henry Wanton Jones.
En 1948, en collaboration avec Alfred Pellan, il écrit le manifeste Prisme d'yeux qui s'opposera aux signataires du Refus global en arguant que l'art ne doit pas avoir des visées politiques. 
Il abandonne la peinture en 1982 pour se consacrer à l'entomologie.

## Prix et distinctions
- 1968 - Médaille du Conseil des Arts du Canada
- 1979 - Prix Louis-Philippe-Hébert
- 1979 -  Officier de l'Ordre du Canada[5]
- 1986 - Doctorat honorifique de l'Université Concordia
- 1990 - Doctorat honorifique de l'Université McGill
- 1993 -  Officier de l'Ordre national du Québec[6]
- 2002 - Prix Marcel-Couture

## Musées et collections publiques
- Agnes Etherington Art Centre
- Art Gallery of Alberta
- Art Gallery of Greater Victoria
- Art Gallery of Hamilton
- Art Gallery of Nova Scotia
- Carleton University Art Gallery
- Collection d'oeuvres d'art, Université de Montréal
- Confederation Centre Art Gallery & Museum
- Galerie de l'UQAM
- Galerie Leonard & Bina Ellen, Université Concordia
- Musée d'art contemporain de Montréal
- Musée d'art de Joliette
- Musée des beaux-arts de l'Ontario
- Musée des beaux-arts de Montréal
- Musée des beaux-arts du Canada
- Musée des maîtres et artisans du Québec
- Museum London
- Musée national des beaux-arts du Québec[7]
- Robert McLaughlin Gallery
- Vancouver Art Gallery
- Vanderbilt University Fine Arts Gallery
- Winnipeg Art Gallery[8]